# محمد عكاري
محمد عكاري لاعب كرة سلة لبناني يلعب في فريق السلة اللبنانية المتحد طرابلس ويسجل معدل 7,6 نقاط في المباراة الواحدة. الا أنه في مباراة جرت في 3 أبريل/نيسان 2012، أحرز على 113 نقطة في مباراة دامت 48 دقيقة ضد فريق بجة، جبيل اللبناني، ومنها 32 رمية 3 نقاط من أصل 59 رمية جرّبها. موسوعة غينيس تنظر في أمر تسجيل هذا الرقم كأفضل تسجيل خلال مباراة كرة سلة واحدة.